# جون ك. برادفورد
جون ك. برادفورد (بالإنجليزية: John C. Bradford)‏ هو سياسي أمريكي، ولد في 16 فبراير 1940. حزبياً، نشط في الحزب الجمهوري. وقد انتخب عضو مجلس نواب ماساتشوستس.